# Philippe Galvez
Philippe Galvez, né le 3 septembre 1960 à Jonage,, est un coureur cycliste français.

## Biographie
Philippe Galvez est originaire de Jonage, une commune située dans la métropole de Lyon. Chez les amateurs, il se distingue en remportant à deux reprises le Tour de la Haute-Marne. Il s'impose également sur la course Paris-Vierzon en 1986, sous les couleurs du VC Lyon-Vaulx-en-Velin. 
Grâce à ses bonnes performances, il passe professionnel en 1987 dans l'équipe AD Renting-Fangio-IOC-MBK. Son seul résultat notable est une deuxième place sur une étape du Critérium du Dauphiné libéré, à Carpentras. Il participe au Tour d'Espagne, où il abandonne lors de la septième étape.
Après sa carrière cycliste, il devient gérant d'une société sur ses terres natales de Jonage.

## Palmarès et résultats

### Palmarès par année
- 1982
  - 3e du Grand Prix de Vougy
- 1983
  - Tour de la Haute-Marne
- 1984
  - Trophée Mavic (avec Frédéric Moreau)
- 1985
  - Tour de la Haute-Marne
  - 2e du Trophée Mavic (avec Dante Rezze)
- 1986
  - Paris-Vierzon
  - 3e du championnat de France des sociétés
  - 3e du Trophée Mavic

### Résultats sur les grands tours

#### Tour d'Espagne
1 participation
- 1987 : abandon (7e étape)